# 14-те тисячоліття до н. е.
Чотирнадцяте тисячоліття до н. е. (XIV) — часовий проміжок від 14 000 до 13 001 рік до нашої ери.

## Події
- поява Іберо-мавританської (або Оранської) культури (бл. 13 500 до н. е.)